# Dasypogon reinhardi
Dasypogon reinhardi là một loài ruồi trong họ Asilidae. Dasypogon reinhardi được Wiedemann miêu tả năm 1824. Loài này phân bố ở vùng nhiệt đới châu Phi.